# 永代公園
永代公園（えいたいこうえん）は、東京都江東区永代1丁目にある隅田川沿いの区立公園である。1970年3月31日開園。

## 概要
北は永代橋、南は大島川水門まで伸び、南北に細長い。夜景・デートスポットとして有名で、主に永代橋、中央大橋、大川端リバーシティ21などの夜景を見ることができる。
永代橋付近の地下を東京メトロ東西線が通過しており、公園内には換気塔（永代橋換気塔）が設けられている。堤防の内陸側にも各種遊具（ジャングルジム・ブランコ）などがある。
都心に近い割には利用客が少なく、静かに過ごせる公園なので、ジョギングや散歩を楽しむ人が多い。
通年入園自由、無料。トイレ・ベンチ有り。専用駐車場無し(近隣コインパーキング利用)。釣り可。

### 散歩・ジョギングコース
信号が無い・車が少ない・夜でも比較的明るい・景色が良い・通路が整備されているなどという点から、下記のコースは犬の散歩・ウォーキング・ジョギングなどの定番コースである。徒歩では1周40分程度。
- 越中島公園⇔相生橋⇔石川島公園⇔中央大橋⇔新川公園⇔永代橋⇔永代公園⇔越中島公園

## アクセス
- 都営地下鉄大江戸線・東京メトロ東西線 門前仲町駅から徒歩6分。
- 東京メトロ東西線・日比谷線 茅場町駅から徒歩約13分。
- JR東日本京葉線・東京メトロ日比谷線 八丁堀駅から徒歩14分。
- 都バス東20系統、東22系統「佐賀一丁目」下車、徒歩3分。

## 周辺施設
- 永代橋
- 新川公園
- 越中島公園
- ヤマタネ